# Täng
Täng is een plaats in de gemeente Krokom in het landschap Jämtland en de provincie Jämtlands län in Zweden. De plaats heeft 106 inwoners (2005) en een oppervlakte van 14 hectare. De plaats ligt aan het Åssjön een baai van het meer Storsjön. De stad Östersund ligt iets ten zuiden van Täng.